# Altica brevicollis
Altica brevicollis är en skalbaggsart som beskrevs av Foudras 1860. Altica brevicollis ingår i släktet Altica, och familjen bladbaggar. Arten är reproducerande i Sverige.